# Marco Ratti
Marco Ratti (Monopoli, 13 gennaio 1932 – Milano, 27 maggio 2007) è stato un bassista e contrabbassista italiano di musica jazz.

## Biografia
Ancora bambino si trasferisce con la famiglia dalla Puglia a Milano; inizia ad interessarsi di musica ed a suonare il contrabbasso, insieme ai fratelli Franco, chitarrista, e Giancarlo, batterista, con cui forma un trio che si ispira a Django Reinhardt.
I tre conoscono un altro giovane immigrato come loro, che sta iniziando la carriera di cantante di rock and roll, Adriano Celentano, e formano nel 1956 insieme ad Ico Cerutti, chitarrista, il suo gruppo di accompagnamento, i Rock Boys; l'anno successivo si aggiunge anche un tastierista proveniente dai Rocky Mountains (il gruppo che accompagna Tony Dallara), Enzo Jannacci.
Suona anche con altri, non dimenticati, pionieri del rock italiano apparendo nel contesto Rhythm and blues di Ghigo Agosti, al tempo leader di un poliedrico gruppo denominato "gli arrabbiati"; del gruppo faceva parte 
anche il sassofonista Eraldo Volontè, che fu partecipe con Agosti e Ratti di fortunate avventure discografiche. 
Con i Rock Boys Marco Ratti si esibisce nei principali locali milanesi (come il Santa Tecla, l'Arethusa o L'ancora), e partecipa al Primo festival del rock'n'roll organizzato dal ballerino Bruno Dossena il 18 maggio del 1957 al Palazzo del Ghiaccio di via Piranesi; in seguito a questa esibizione Celentano ottiene un contratto discografico con la Music di Walter Guertler.
Partecipando ad alcune registrazioni del Molleggiato ha modo di conoscere il jazzista Eraldo Volontè, con cui inizia a collaborare.

Marco Ratti, al contrabbasso nell'orchestra di Bruno De Filippi, accompagna Mina durante l'esecuzione di Tintarella di luna; alla chitarra lo stesso De Filippi e alle percussioni Ico Cerutti

Parallelamente all'attività di musicista rock'n'roll, Ratti continua con i fratelli a suonare jazz, formando un quintetto, i 5 Bix.
Negli anni '60 continua l'attività come jazzista, lasciando in secondo piano la musica leggera, pur continuando di tanto in tanto con qualche sporadica collaborazione, come quella con Giovanna Marini, con cui suonerà in alcuni dischi come La linea rossa nel 1967, o con Bruno Lauzi e Paolo Conte, con i quali nel 1985 incide il disco Back to jazz, ma anche con artisti di rock progressivo come Claudio Rocchi o Antonius Rex.
Insieme al chitarrista Veraldo Paolini, accompagna Gino Paoli nel 45 giri contenente Albergo a ore e Il tuo viso di sole.
Partecipa ad incisioni e tour con i principali jazzisti italiani, tra cui Bruno De Filippi (nel cui complesso ritrova Enzo Jannacci e Ico Cerutti), Enrico Intra, Franco Cerri, Lino Patruno (nell'orchestra Milan College Jazz Society), Sante Palumbo e, negli anni '70, Maurizio Lama e Paolo Tomelleri (con cui forma un gruppo insieme a Stefano Bagnoli e Carlo Uboldi.
Ha suonato per molti anni con il gruppo spiritual Mnogaja Leta Quartet.
Molte anche le sue collaborazioni all'estero, con Eddie Miller, Joe Venuti, Lou Stein, Ralph Sutton, Jimmy Mc Partland e molti altri musicisti.
Ad ottobre del 1978 diventa insegnante di contrabbasso alla Scuola Nuova Milano Musica, continuando l'attività di musicista nuovamente con Patruno nel gruppo His Bix Sound.
Nel 2003 rimane coinvolto in un grave incidente stradale, che ferma la sua attività per più di un anno.
Muore nel 2007, lasciando la moglie e una figlia, Raffaella.
Nel 2008 la BMG pubblica l'album, Paolo Conte plays jazz, che racchiude alcune incisioni effettuate da Paolo Conte in vari periodi di brani jazz, ed in alcuni è presente al contrabbasso Marco Ratti.

## Dischi in cui ha suonato Marco Ratti
- 1958: Rip It Up/Jailhouse Rock (singolo) di Adriano Celentano; con Eraldo Volontè & his Rockets
- 1958: Blueberry Hill/Tutti frutti (singolo) di Adriano Celentano; con Eraldo Volontè & his Rockets
- 1958: Man Smart/I Love You Baby (singolo) di Adriano Celentano; con Eraldo Volontè & his Rockets
- 1958: The Stroll/Tell Me That You Love Me (singolo) di Adriano Celentano; con Eraldo Volontè & his Rockets
- 1965: Live al Santa Tecla di Milano (1963) (album) di Bruno De Filippi
- 1967: E lui ballava/Stornelli presidenziali (singolo) di Rudi Assuntino
- 1967: Ciò che voi non dite/La linea rossa (singolo) di Giovanna Marini e Ivan Della Mea
- 1972: Kumbaja (album) del Mnogaja Leta Quartet
- 1973: Il grande mare che avremmo traversato (album) di Ivano Fossati
- 1974: Karlmarxstrasse (album) di Paolo Pietrangeli
- 1974: Pellegrin che vai a Roma (album) di Nanni Svampa e Lino Patruno
- 1974: Son sempre io la donna (album) di Dania
- 1974: Un nome, un senso (album) di Jemima Zeller
- 1975: I treni per Reggio Calabria (album) di Giovanna Marini
- 1976: Uomo (album) di Alberto Rota
- 1977: A fuoco (album) di Claudio Rocchi
- 1978: Bussoladomani (album) di Luciano Tajoli
- 1978: Ralefun (album) di Antonius Rex
- 1985: Back to jazz (album) di Bruno Lauzi
- 1986: Canzoniere italiano (album) di Luciano Tajoli
- 1986: Cocktail all'italiana (album) di Luciano Tajoli
- 1987: Good News (album) di Mnogaja Leta Quartet ed. Rusty Records
- 2008: Paolo Conte plays jazz (CD) di Paolo Conte